# Vetka
Vetka (Ветка) kisváros Fehéroroszországban, a Homeli terület Vetkai járásának székhelye. Az 1999-es népszámlálás szerint 7,7 ezer lakosa volt. A Szozs-folyó bal partján, Homeltől 23 km-re északkeletre fekszik.

## Története
A települést 1685-ben alapították a Szozs egyik szigetén (Vetka), melyről a nevét is kapta. Ekkoriban a lengyel-orosz határ a közelében húzódott. Vetka ekkoriban az óhitűek fontos települése volt, egyben az ikonfestészet központja. Az 1730-as években mintegy 40 ezer lakosa volt. Jelentőségét azzal veszítette el, hogy a cári hadak kétszer is feldúlták (1735-ben és 1764-ben), lakóinak nagy részét pedig Szibériába hurcolták. 1772-ben került Oroszországhoz. 1925-ben várossá nyilvánították, majd a következő évben járási székhely lett. 1928-ban alapították ma is működő szövőüzemét. Az észak felől előrenyomuló német csapatok 1941. augusztus 15-én foglalták el. Vetka az ország első felszabadított városai közé tartozott, a megszállókat 1943. szeptember 28-án űzték ki. 1986 után a csernobili atomkatasztrófa következtében a járásban kitelepített falvak lakóinak egy részét a városban telepítették le. 

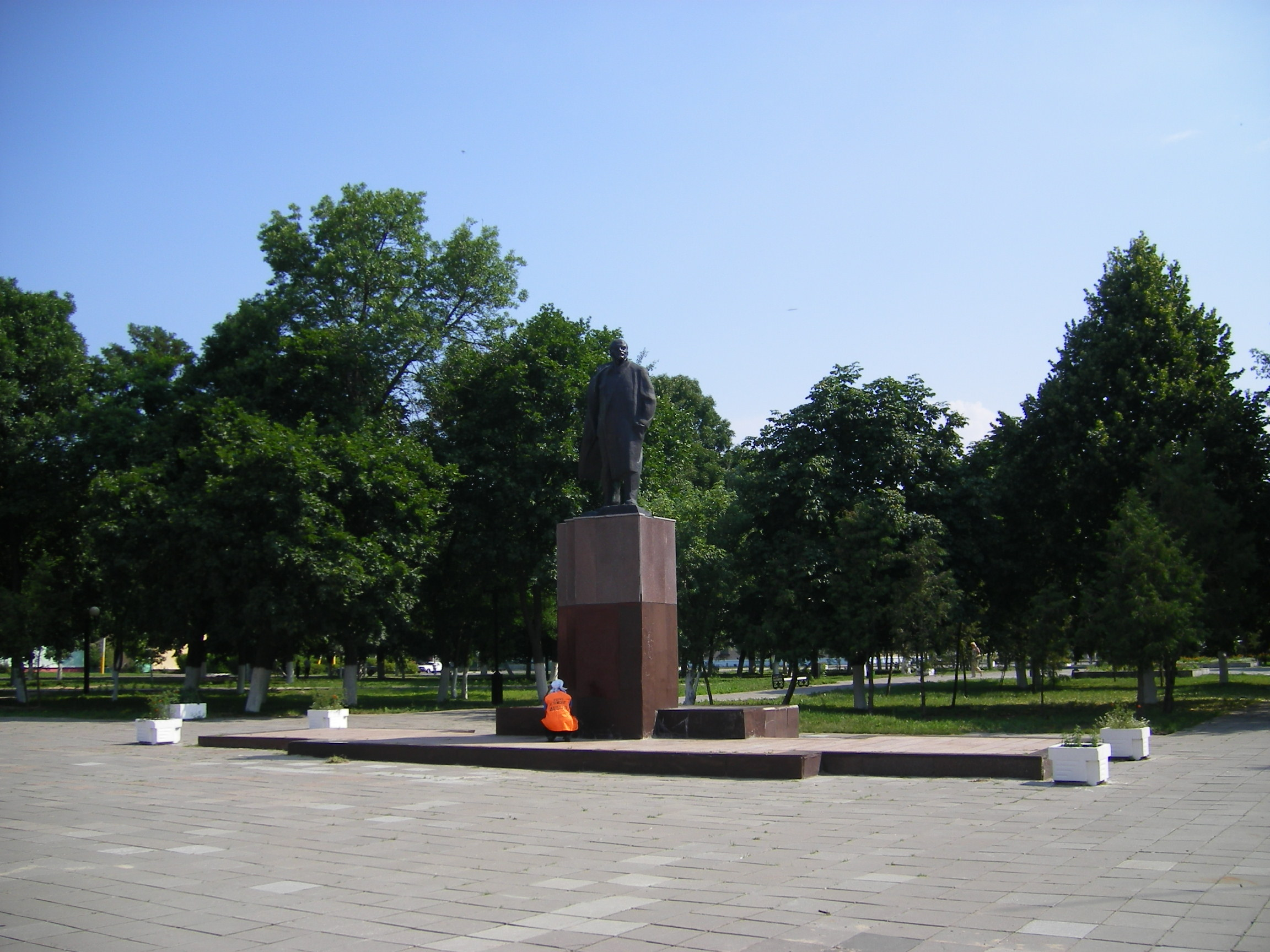
Lenin szobra a Vörös-téren

## Gazdasága
Tejüzeme a járás 23 tejtermelő gazdaságában termelt tejet dolgozza fel.Textilgyára a recsicai textilkombinát kihelyezett üzeme. Lakóinak nagy része Homelbe ingázik. A P-30-as főút köti össze Homellel és Csacserszkkel, a P-124-es út pedig Dobrussal.

## Nevezetességek
A város legrégebbi épülete a főtéren (Vörös-tér, Krasznaja ploscsagy) álló, 1897-ben épült egykori Grosikov-kereskedőház, mely 1987 óta a járási népművészeti múzeumnak ad otthont. A Szpaszo-Preobrazsenszkaja-templom az 1990-es évek-ben épült, a mellette álló emlékkő a csernobili katasztrófa után kitelepített 59 településnek állít emléket. A főtéren, a járási hivatal épületével szemben áll Lenin egész alakos szobra.

## Külső hivatkozások
- A város nevezetességei (oroszul)